# Cantón de Thuir
El cantón de Thuir era una división administrativa francesa, que estaba situada en el departamento de Pirineos Orientales y la región de Languedoc-Rosellón.

## Composición
El cantón estaba formado por diecisiete comunas:
- Brouilla
- Caixas
- Camélas
- Castelnou
- Fourques
- Llauro
- Llupia
- Passa
- Ponteilla
- Sainte-Colombe-de-la-Commanderie
- Saint-Jean-Lasseille
- Terrats
- Thuir
- Tordères
- Tresserre
- Trouillas
- Villemolaque

## Supresión del cantón de Thuir
En aplicación del Decreto n.º 2014-262 de 26 de febrero de 2014, el cantón de Thuir fue suprimido el 22 de marzo de 2015 y sus 17 comunas pasaron a formar parte del nuevo cantón de Mondongo.